# تهی، پنجاب

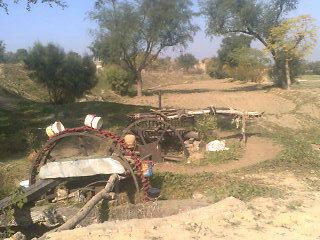
یک روستا در ایالت پنجاب ناحیه چکوال پاکستان

تهی (به انگلیسی: Tehi) یک روستا در پاکستان است که در ناحیه چکوال واقع شده‌است.